# Gene Sauers
Gene Sauers (Savannah (Georgia), 22 augustus 1962) is een Amerikaanse golfprofessional. Hij speelde op de Amerikaanse PGA Tour, de Nationwide Tour en sinds 2012 op de Champions Tour.

## Biografie
Sauers begon op 9-jarige leeftijd met golf. Hij studeerde aan de Southern University in Statesboro, Georgia en werd in 1984 professional.
Sauers won drie toernooien op de Amerikaanse Tour. Zijn eerste overwinning was de Bank of Boston Classic in 1986. Daarna won hij op Hawaii in 1989 en daarna duurde het 13 jaar voordat hij in 2002 het Air Canada Championship won.
In 1990 won hij het Deposit Guaranty Golf Classic dat toen nog niet voor de Order of Merit meetelde. Hij heeft twee play-offs verloren: in 1992 verloor hij na vier holes in de Bob Hope Chrysler Classic van John Cook, en in verloren hij en Hal Sutton van Dicky Pride in de Federal Express St. Jude Classic
Sauers verloor zijn spelerskaart in 1995 en speelde in 1996 op de Nationwide Tour. In 1998 won hij de South Carolina Classic. Nadat hij in 2002 het Air Canada Championship won, had hij weer twee jaar speelrecht op de PGA Tour. 
Sauers speelde tot 2005 op de PGA Tour. Toen het syndroom van Stevens-Johnson zich bij hem manifesteerde stopte hij met toernooien. In 2011 kwam hij terug op de Nationwide Tour en sinds 2012 speelt hij op de Champions Tour.

## Gewonnen
PGA Tour
- 1986: Bank of Boston Classic
- 1989: Hawaiian Open
- 2002: Air Canada Championship

Nike Tour
- 1998: NIKE South Carolina Classic

Anders
- 1983: Georgia Open
- 1985: Georgia Open
- 1986: Georgia Open
- 1990: Deposit Guaranty Golf Classic